# 手塚 (小惑星)
手塚（てづか、3998 Tezuka）は、小惑星帯に位置する小惑星である。小島卓雄が群馬県千代田町で発見した。

## 名称
日本の漫画家・手塚治虫（1928年 - 1989年）に因んで命名された。

## 註
1. ↑  MPC 19694（1992年2月18日）